# The Virgin Tour
The Virgin Tour foi a turnê de estreia da artista musical estaduniodense Madonna. A turnê apoiou seus dois primeiros álbuns de estúdio, Madonna (1983) e Like a Virgin (1984). Embora inicialmente planejada para uma audiência internacional, a turnê foi restrita aos Estados Unidos e Canadá. A Warner Bros. Records decidiu enviar Madonna em turnê depois que Like a Virgin se tornou um sucesso. Após um anúncio oficial em 15 de março de 1985, Madonna e sua equipe começaram os planos de produção. Ela queria que a turnê fosse um reflexo de si mesma e colaborou com a designer Maripol para os figurinos.
Os Beastie Boys foram contratados como o ato de abertura, enquanto o produtor musical Patrick Leonard era o diretor musical. O palco era triangular e incluía rampas ao redor, com luzes penduradas a cerca de 10 metros acima. Quatro telas gigantes cobriam três lados do perímetro externo do palco. O set list consistiu em músicas de Madonna e Like a Virgin. Madonna foi apoiada por dois dançarinos enquanto se movia energicamente pelo palco. O show terminou com ela em um vestido de noiva, apresentando  "Like a Virgin" e "Material Girl".
A turnê recebeu uma recepção mista dos analisadores, mas foi um sucesso comercial. Assim que foi anunciado, os ingressos foram vendidos em todos os lugares. A loja de departamentos de Macy, em Nova Iorque, foi inundada por compradores, que compraram mercadorias da turnê que variam de camisas e óculos de sol a brincos de crucifixo e luvas sem dedos. No final, a turnê arrecadou mais de US$ 5 milhões (US $ 11,89 milhões de dólares em 2019), com a Billboard registrando um bruto de US$ 3,3 milhões (US$ 7,84 milhões de dólares de 2019).
A turnê foi gravada e lançada no  VHS e LaserDisc, como Madonna Live: The Virgin Tour, que recebeu uma certificação de ouro pela Recording Industry Association of America (RIAA). Com o início da Virgin Tour, uma ampla audiência — especialmente mulheres jovens — se aglomerou para assistir, vestida com roupas inspiradas em Madonna. Esse frenesi em relação a Madonna deu origem a um novo termo chamado aspirante a — Madonna Wannabe —  uma palavra que foi finalmente reconhecida oficialmente pelo Webster's Dictionary em maio de 1991.

## Antecedentes

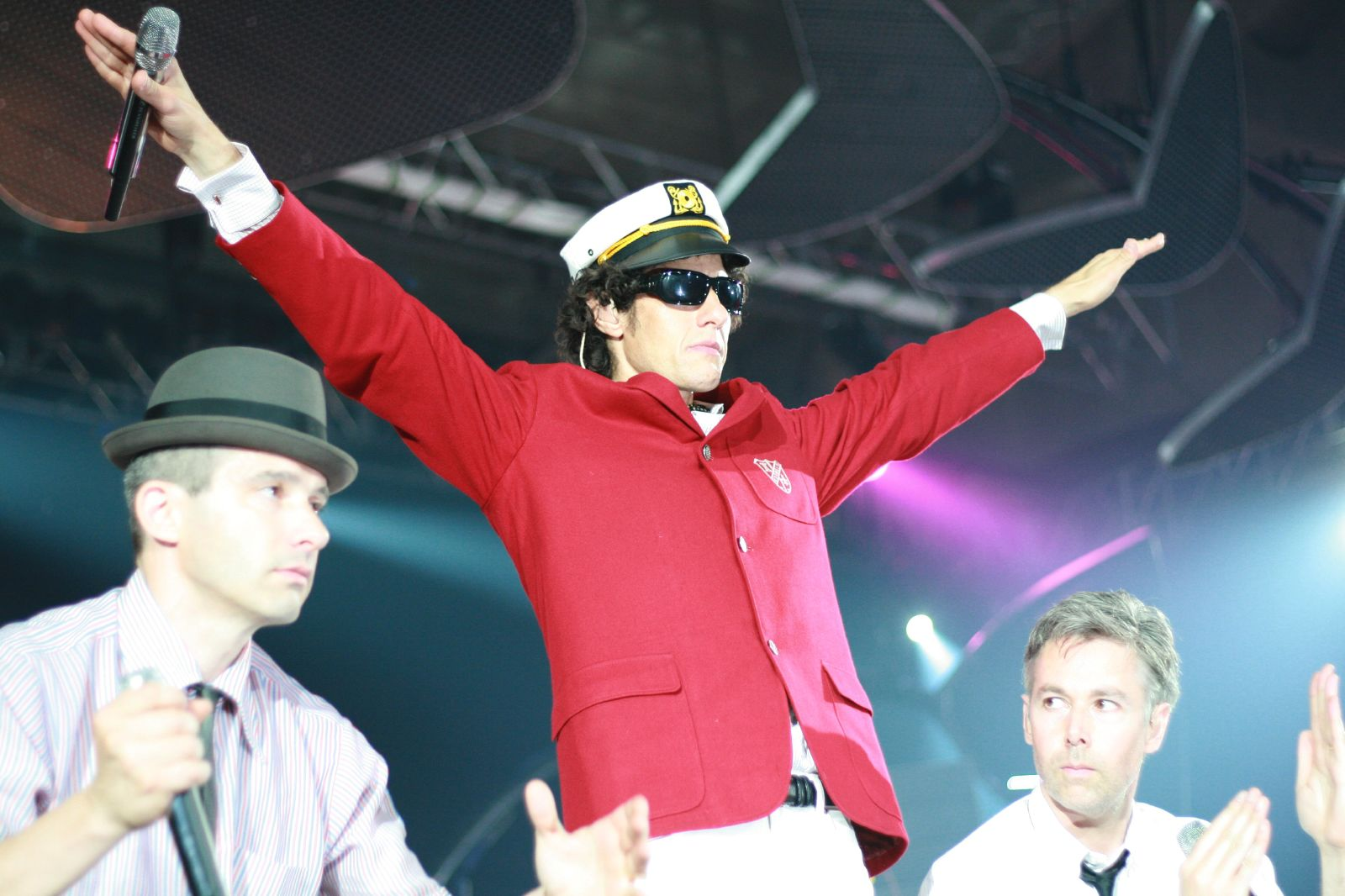
Os Beastie Boys foram o show de abertura da turnê

A The Virgin Tour foi oficialmente anunciada em 15 de março de 1985 pela Warner Bros Records. Antes da turnê, as únicas apresentações ao vivo de Madonna foram a shows noturnos na Danceteria, CBGB e Mudd Club, e apenas no MTV Video Music Awards de 1984, onde ela cantou a música "Like a Virgin". Seguindo o sucesso do álbum Like a Virgin, a gravadora queria imergir no sucesso do álbum enviando Madonna em uma turnê mundial. No entanto, a turnê foi restrito nos Estados Unidos e no Canadá. Não visitou a Europa, a Ásia ou outros continentes. Logo no início, havia planos para agendar datas na Grã-Bretanha e no Japão devido às grandes bases de fãs de Madonna em ambos os países, no entanto, o cronograma final não refletia a ideia. No final, várias outras datas dos EUA foram adicionadas e a turnê foi transferida para locais de concertos maiores devido à venda de ingressos esmagadoramente forte. Madonna estava bastante nervosa para se apresentar na frente de uma enorme plateia e cantar com uma banda ao vivo pela primeira vez. Durante uma entrevista de 2009 com a Rolling Stone, o entrevistador Austin Scaggs perguntou a Madonna sobre seus sentimentos e emoções durante a turnê, já que era a primeira vez que ela tocava em arenas. Madonna respondeu dizendo:

"Toda essa turnê foi louca, porque eu fui do CBGB e do Mudd Club até as arenas esportivas. Eu toquei em um pequeno teatro em Seattle, e as meninas tinham saias de aba e as meias-calças cortadas abaixo dos joelhos e luvas de renda, rosários e laços nos cabelos e grandes brincos de argola. Eu estava tipo, 'Isso é loucura!' Depois de Seattle, todos os shows foram transferidos para arenas. Eu nunca fiz uma turnê de ônibus. Todos dizem que são realmente divertidos."

## Desenvolvimento
Depois que a turnê foi confirmada, Madonna e sua trupe começaram a trabalhar nela. Madonna queria que fosse "alto e descarado, e um reflexo do meu estilo de rua e da atitude da DGAF". Ela queria um concerto onde as pessoas pudessem se divertir tanto quanto ela gostaria de se apresentar. Comentando sobre o desenvolvimento, Madonna disse: "Eu normalmente odeio shows em que há apenas um cantor cantando e uma banda idiota tocando no fundo; ou em shows em que há um roqueiro gritando seus pulmões e pulando na multidão. Isso simplesmente é uma merda! É por isso que eu queria algo diferente, algo que fosse memorável". Para o show, Madonna colaborou com sua amiga Maripol para os figurinos. Maripol operava uma pequena boutique de tecidos chamada Maripolitan em Greenwich Village, onde os desenhos e as roupas da turnê foram decididos por ela e Madonna. Os ensaios para o show começaram no final de fevereiro, com audições e a escolha dos dançarinos no meio. Madonna queria especificamente dançarinos de apoio masculinos, citando que os "movimentos provocadores que eu faço no palco funcionam melhor com homens ao meu lado". Para promover ainda mais a turnê, a Warner Bros. Entertainers Merchandise Management Corp. lançou a coleção Boy Toy, nomeada após a fivela de cinto que Madonna usava na foto da capa do álbum Like a Virgin. Consistia em uma fivela retangular, com as palavras "Boy" e "Toy" estampadas na cor dourada. Para escolher um diretor musical para a turnê, o empresário de Madonna, Freddy DeMann, entrou em contato com o produtor musical Patrick Leonard, que havia acabado de retornar da Victory Tour dos The Jackson 5. No início, Leonard disse que não, sentindo-se exausto com a Victory Tour, mas depois que falou com Madonna ao telefone, ele a achou encantadora e concordou em assinar a tour.

"Eles eram meninos muito ruins - diziam 'foda-se' o tempo todo no palco. A plateia sempre vaiava e sempre dizia a todos para se foderem. Eu simplesmente os amava por isso. Não conseguia entender por que todos os odiavam — "Eu pensei que eles eram tão adoráveis"

—Madonna relembrando sua experiência com os Beastie Boys na Beastie Boys.
Os Beastie Boys foram contratados como o ato de abertura da turnê. Adam "MCA" Yauch, do grupo, lembrou: "Um dia, Russell Simmons, co-fundador da Def Jam Recordings , entrou e disse: 'Ei, adivinhem, o que a gerente de Madonna ligou. Vocês querem sair em turnê com ela?". DeMann pediu outro grupo chamado The Fat Boys, mas Simmons não os controlou e mentiu, dizendo: "Oh, os Fat Boys têm outro show nessa semana. E o Run-DMC ?" Mas eles eram muito caros, de acordo com DeMann, e, consequentemente, os Beastie Boys foram escolhidos. Adam "Ad-Rock" Horovitz da banda comentou: "Não é como se todos nós conhecíamos Madonna tanto, mas todos nós costumávamos sair no Dancetaria [clube], então sabíamos um do outro. Não sei por que ela pensou que seria uma boa ideia [para abrir a turnê], no entanto. Foi uma péssima ideia. Mas foi ótimo para ela de certa forma, porque éramos tão terríveis que, quando ela entrou no palco, o público tinha que estar feliz". O palco circular da turnê consistia em três rampas ao redor do perímetro, que estavam conectadas entre si. Uma longa fila de escadas descia ao palco principal da rampa central; foi ladeado pela banda. Cerca de 30 pés acima do palco, os alto-falantes foram suspensos de um feixe circular. Quatro telas gigantes se alinhavam no perímetro externo do palco, em três lados.

## Sinopse do concerto
O show começou com Beastie Boys tocando seis de suas músicas por 30 minutos. Eles foram acompanhados pelo DJ, Rick Rubin, que tocou a música, com os The Beastie Boys dançando no palco, fazendo gestos obscenos para o público. Quando eles terminaram sua apresentação, os cenários começaram a exibir as imagens de Madonna em seus videoclipes. A banda — formada por guitarristas, baixistas, baterista e três sintetizadores — entrou em foco e a música começou. A voz de Madonna foi ouvida, dizendo: "Não tenha medo ... vai ficar tudo bem". Então, a silhueta de Madonna apareceu atrás de uma tela branca no topo da escada quando as primeiras batidas começaram. A tela branca se levantou e ela é finalmente vista, vestindo um robe psicodélico, uma blusa transparente azul e seu sutiã preto característico. Ela também usava perneiras e crucifixos rendados ao redor da orelha e do pescoço. Ela posou na escada antes de alcançar o microfone para cantar "Dress You Up". Depois de dançar a última nota da música, Madonna e os dois dançarinos de apoio foram para o fundo do palco, quando a música de "Holiday" começou. Tomando um momento para perguntar à plateia como eles estão se sentindo, Madonna declarou: "Eu nunca fui eleita rainha do baile, mas com certeza me sinto uma agora", e começou a performance de "Into the Groove", tocando um pandeiro. Um =boombox estava presente no palco durante a apresentação, Madonna sentada e brincando com ele, e abordando-o como sua "caixa". Ela continuou com "Everybody", enquanto pedia ao público que batesse palmas junto com ela. Quando ela terminou a vigorosa apresentação de "Everybody", as luzes foram diminuídas e a música de introdução de "Angel" começou. Luzes rotativasm caiu no palco. Madonna apareceu sentada no topo da escada e desceu gradualmente. Durante a ponte intermediária, ela e seus dançarinos se moviam energicamente por todo o palco, enquanto balões brancos caíam sobre eles. Madonna continuou cantando enquanto as luzes eram apagadas novamente. Ela terminou a apresentação e desapareceu atrás das asas para trocar de roupa. Ela apareceu no palco vestindo uma blusa preta com franjas e uma saia similar, com o umbigo exposto e vários crucifixos em tamanhos diferentes, pendurados em diferentes partes do corpo.
Quando a introdução de guitarra de "Gambler" começou, Madonna ficou no palco e começou a dançar energicamente, enquanto as lanternas caíam sobre ela. Enquanto cantava, ela às vezes abriu a jaqueta e às vezes montou uma estrutura de aço presente ao lado do palco. A performance terminou com Madonna pulando do palco lateral para o principal. Ela então tocou "Borderline", "Lucky Star" e "Crazy for You" enquanto tocava as mãos dos membros da plateia. Madonna depois voltou ao microfone e começou a cantar "Over and Over" de Like a Virgin. Foi seguido por "Burning Up" durante a qual ela acariciou um guitarrista, desaparecendo para outra mudança de figurino. Quando a música da música "Like a Virgin" começou, Madonna voltou ao palco, vestindo um vestido de noiva e segurando um buquê na mão e um longo véu branco atrás dela, com um laço branco em cima da cabeça e luvas de três quartos de renda, ela também tinha um crucifixo na cintura e outro pendurado em uma longa corrente em volta do pescoço. Madonna perguntou ao plateia "Você quer se casar comigo?" Quando a plateia respondeu afirmativamente, ela jogou o buquê em direção a eles e começou a cantar a música. Madonna continuou cantando a música enquanto rolava pelo chão e adicionou um trecho de do single da Motown, "Billie Jean" de Michael Jackson. Balões flutuaram em direção à plateia novamente quando ela separou o véu e o jogou em direção à plateia. Ela voltou ao palco nos braços de uma das dançarinas de apoio, usando um tubo de peito e uma saia branca apertada, carregando um monte de notas na mão esquerda e várias guirlandas em volta do pescoço. Em uma performance de autodeclaração da música "Material Girl", Madonna perguntou ao público: "Vocês realmente acham que eu sou uma garota material? ... eu não sou ... tomem isso [Jogando dinheiro falso] ... Eu não preciso de dinheiro ... Eu preciso de amor". Quando ela começou a tirar mais roupas e jóias, foi presa e marchou para o palco por uma pose extra como pai. Em Detroit, o pai dela, Tony Ciccone, fez as honras. O show terminou com Madonna voltando ao palco mais uma vez para pegar seu casaco de pele e fazer uma reverência.

## Recepção crítica

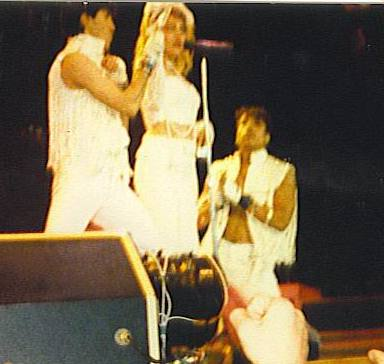
Picture taken by owner on 1985

A turnê recebeu críticas mistas dos críticos. Jason Stratley, do The Philadelphia Inquirer, disse que "NNo palco, mexendo e se contorcendo, uma visão de vídeo de rock de cabelos loiros desbotados, pele nua, paisley de lantejoulas e diamantes de lojas de moedas de dez centavos era a rainha do rock flash e lixo Madonna. Veja os clones de Madonna - ela está se transformando em uma bela lenda". Jeff Sewald, do Pittsburgh Post-Gazette, achava que "o modus operandi [da turnê] era claro. Madonna não estava apenas vendendo sua música para multidões de adolescentes e adultos, mas ela estava vendendo a si mesma e a todo o mundo" o cocnerto provou ser uma alegria para os 14,500 fãs que gritavam. [...] 'Virgin Tour' de Madonna rasgou a capa da sexualidade de Pittsburgh". Rachel Lee, do The Sacramento Bee, sentiu que "mais do que qualquer estrela pop na memória recente, até Boy George e Prince, Madonna é uma imagem. Seu concerto de uma hora aqui na noite de terça-feira, realizado profissionalmente e bem coreografado, não fez nada para lhe dar mais dimensão do que os dois já concedidos a ela" ela tem mais dimensão do que as duas que já lhe foram concedidas"." Arthur Daniels, do Lexington Herald-Leader, sentiu que "Madonna parecia sombria, mas os fãs ficaram encantados quando a estrela do rock loira fez sua primeira aparição em um grande concerto para lançar sua 'Virgin Tour'. [...] Ela parecia em branco e não olhou para ela quando passou por fãs que se reuniram na porta do palco antes do show".
Robert Hilburn, do Los Angeles Times, comentou: "Madonna representa uma figura de fantasia contemporânea que revive o glamour, a inocência e a sexualidade crua de muitos dos heróis adolescentes de Madonna, incluindo Marilyn Monroe e James Dean. Como o primeiro Monroe, Madonna pode retratar uma boba. Embora a plateia estivesse de pé o tempo todo, muitas vezes parecia que Madonna estava operando abaixo do seu potencial neste formato pop. É importante demonstrar que ela pode se controlar ao vivo, mas a simplicidade dos shows pop não começa a taxar sua ambição ou talento. Na verdade, ela tem tão pouco a fazer além de expressar essa atitude agressiva e sexy que o show parecia longo em pouco mais de uma hora". Heidi Sherman, da Spin, comentou: "A Virgin Tour foi a primeira de Madonna, mas a colocou na mesma liga que Prince e Bruce Springsteen. Isso provou que Madonna estava além do real. E se sua presença no palco indicava que ela era mais dançarina do que musicista, em pelo menos ela sabia como agitar sua atuação para a era pós-feminista da MTV. Boy Toy? Não exatamente. Ela era uma estrela pop genuína no processo de se tornar um ícone cultural".
Laura Fissinger, do South Florida Sun-Sentinel, sentiu que "'Virgin Tour' estabelece Madonna mais como uma bobeira, em vez da mulher forte e independente que as pessoas pensam que ela é". David O'Reilly, do Philadelphia Daily News, disse que, com o show "Madonna provou mais uma vez por que ela foi chamada de 'bimbo sem talento'; era lixo total". Richard Defendorf, do Orlando Sentinel, fez uma crítica positiva, dizendo que "a 'Virgin Tour' de Madonna foi muito agradável e ela colocou seus encantos em videoclipes em suas apresentações ao vivo". Maya Hathoray do The Miami Herald disse que "sabemos que [Madonna é] sexy, exoticamente bonita e suas músicas pop / funk nos fazem querer dançar, mas no palco, ela é extremamente mansa em comparação com sua personalidade crua em seus videoclipes. Ela é como a garotinha do papai". Mary Edgar Smith, do The Atlanta Journal-Constitution, observou que "era óbvio pelas roupas das meninas nos shows da Virgin Tour da semana passada em Tampa e Orlando, na Flórida, que a cantora de 26 anos [Madonna] tinha mais a dar ao mundo da música do que os outros sugerem. Ela será uma força a ser reconhecida". Stephen Holden, do The New York Times, comentou: "Enquanto seus fãs de aparência pubescente aplaudem com aprovação, a manipulação da estrela de símbolos como um vestido de noiva, uma cruz, peles e jóias se torna um psicodrama comunitário alegre. Madonna trouxe jogos tradicionais de garotinha para meninas e brincar com bonecas (usando-se como modelo) na era da televisão, transformando-os em um espetáculo público". Uma crítica de John Gleeson na Variety disse que "o canto de Madonna era como uma trilha sonora de uma exibição mais visceral de si mesma, sua personalidade, sua dança sem parar e seu desafio sexual surpreendentemente explícito, que incluía um clímax visual — por assim dizer — para todas as outras músicas". Paul Grein, da Billboard, disse que "o show de Madonna era estiloso, bem ritmado e sempre divertido".

## Gravações
O Madonna Live: The Virgin Tour foi comercializado em VHS e LaserDisc e contém uma apresentação da turnê em Detroit. "Angel", "Borderline" e "Burning Up" fizeram parte do set list da turnê, mas não foram incluídos no lançamento oficial do VHS. Foi certificado em ouro pela Recording Industry Association of America (RIAA) pela comercialização de 50,000 cópias e recebeu um "Prêmio de Revendedores de Software de Vídeo" pelo videoclipe mais popular em setembro de 1986. O vídeo recebeu críticas mistas dos críticos. Annie Temple, do Philadelphia Daily News, disse que o lançamento "não foi tão lisonjeiro" e "foi um trabalho malfeito". O Los Angeles Times disse que "o vídeo às vezes é perturbador e embaçado, imaginando o que deu errado durante a gravação. Os ângulos são estranhos, especialmente quando os membros da plateéia são mostrados tocando a mão de Madonna. Era realmente necessário mostrar um fã que não havia sido anunciado no palco??". Terry Atkinson, do mesmo jornal, disse: "Isso segue o formato típico de vídeo de concerto, que coloca você no melhor lugar do salão e deixa a aura de um artista superior cativar seus sentidos". Joe Logan e Gail Shister, do The Wichita Eagle, disseram que "ver Madonna viver em uma arena e vê-la de perto, íntima e pessoal na fita da turnê é totalmente diferente. A energia, os movimentos, a provocação — tudo o captura mais". O lançamento estreou em 14 na Top Music Videos da Billboard, em 7 de Dezembro de 1985 e atingiu um pico de 11, a próxima semana. O vídeo começou uma lenta subida na tabela e, na edição de 18 de janeiro de 1986, alcançou o topo da tabela, substituindo Prince & The Revolution: Live do The Revolution. Em 24 de maio de 1986, o vídeo voltou a subir entre os dez primeiros doa tabela, na posição dois. Ele esteve presente no gráfico por um total de 65 semanas. Live – The Virgin Tour foi o videocassete de música mais vendido em 1986. O vídeo foi certificado duas vezes platina pela Recording Industry Association of America (RIAA), pelo envio de 200,000 cópias e recebeu um "Prêmio de Revendedores de Software de Vídeo" pelo Vídeo de Música Mais Popular, em setembro de 1986. 

## Recepção comercial
Assim que a turnê foi anunciada, os ingressos foram vendidos em quase toda parte. Em São Francisco, as camisetas da turnê estavam sendo vendidas a uma taxa de um a cada seis segundos. Todos os 17.672 ingressos para o show de Madonna no Radio City Music Hall de Nova York ficaram completamente esgotados em um recorde de 34 minutos. Ambos os shows no UIC Pavilion de Chicago foram vendidos em um único dia com um recorde de 18.000 ingressos vendidos. Na Filadélfia, 31.000 ingressos foram vendidos em menos de quatro horas. Juntamente com a venda de ingressos, a mercadoria associada à turnê também foi vendida rapidamente. Camisetas, pôsteres e revistas promocionais com a imagem de Madonna foram escolhidos pelos fãs, embora a maioria deles tenha sido superfaturada em comparação com o valor de mercado. Após seu término, a Virgin Tour teria arrecadado mais de US$ 5 milhões, com a Billboard Boxscore registrando um total bruto de US$ 3,3 milhões.

## Legado

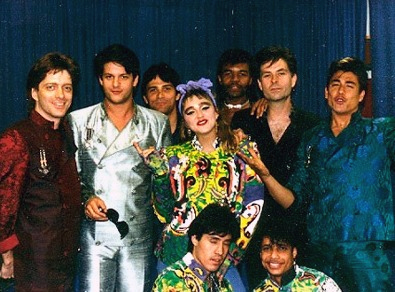
Madonna, no centro, com os membros da banda da turnê. Seu estilo de roupas inspirou mulheres que a imitaram.

Quando a turnê começou, especialmente as mulheres se aglomeravam para vê-la vestindo roupas inspiradas em Madonna. Debbi Voller, autora de Madonna: The Style Book, observou que "Centenas de milhares de garotas jovens vieram ao show vestidas como ela, com cabelos descoloridos e desgrenhados, tops transparentes, sutiãs, luvas sem dedos e crucifixos. Revistas e programas de televisão realizavam competições semelhantes." Esse frenesi em relação a Madonna deu origem a um novo termo chamado Madonna Wannabe, uma palavra que foi oficialmente reconhecida pelo Webster's Dictionary em maio de 1991. Madonna ficou perplexa por que todas as mulheres gostaram de copiar seu visual. Ela comentou:

"Eu nunca me propus a ser uma modelo. Eu sou uma mulher forte, uma mulher de sucesso e não me conformo a um estereótipo. Por muito tempo as mulheres foram informadas de que há certas maneiras pelas quais elas não devem olhar se quiserem progredir na vida. E lá estava eu me vestindo de maneira proibida e, obviamente, responsável pela minha vida. Foi então que percebi porque estavam todos em seus lugares, vestindo-se como eu."

Enquanto a turnê prosseguia, a indústria de lingerie americana relatou que o volume de vendas subiu de repente em 40% e que a imagem de Madonna foi responsável por este revival de roupas íntimas. Sam Gower, da Rolling Stone, comentou: "Nos anos 60, as mulheres queimavam seus sutiãs, agora usam cinco de cada vez e usavam o umbigo. Madonna fez pelo espartilho e pelo crucifixo o que o punk fez pelo alfinete de segurança. A loja de departamentos Macy's, em Nova York, foi invadida por compradores que compraram a mercadoria da turnê como os brincos de crucifixo e as luvas sem dedos." A demanda era tão grande que a Macy's precisava reabastecer o tempo da mercadoria novamente. As artimanhas subversivas de Madonna na turnê provocaram fogo e palhaçadas na imprensa. A Rolling Stone disse: "Como Marilyn Monroe, Madonna está empenhada em sintetizar e defender uma visão da sexualidade feminina, e como Monroe ela é frequentemente rejeitada como artista por fazê-lo." Suzanne Ferriss, autora de On Fashion, disse que "a Virgin Tour exemplifica o desejo prolongado de Madonna de tratar os meninos como brinquedos e seu cinto de castidade saindo de seu próprio capricho e desejo. Seus números de dança com homens durante a turnê os mostram como seus subordinados, acessórios com os quais ela brinca e domina totalmente."

## Repertório
1. "Dress You Up"
2. "Holiday"
3. "Into the Groove"
4. "Everybody"
5. "Angel"
6. "Gambler"
7. "Borderline"
8. "Lucky Star"
9. "Crazy for You"
10. "Over and Over"
11. "Burning Up"
12. "Like a Virgin" (contém excertos de "Billie Jean", de Michael Jackson)
13. "Material Girl"

Setlist e amostras de acordo com as notas e a lista de faixas do Madonna Live: The Virgin Tour e do site oficial da Madonna.

## Data dos shows
| América do Norte    |               |                |                              |
| 10 de Abril de 1985 | Seattle       | Estados Unidos | Paramount Theatre            |
| 12 de Abril de 1985 | Seattle       | Estados Unidos | Paramount Theatre            |
| 13 de Abril de 1985 | Seattle       | Estados Unidos | Paramount Theatre            |
| 15 de Abril de 1985 | Portland      | Estados Unidos | Schnitzer Concert Hall       |
| 16 de Abril de 1985 | Portland      | Estados Unidos | Schnitzer Concert Hall       |
| 19 de Abril de 1985 | San Diego     | Estados Unidos | Open Air Theatre             |
| 20 de Abril de 1985 | San Diego     | Estados Unidos | Open Air Theatre             |
| 21 de Abril de 1985 | Costa Mesa    | Estados Unidos | Pacific Amphitheater         |
| 23 de Abril de 1985 | San Francisco | Estados Unidos | Bill Graham Civic Auditorium |
| 26 de Abril de 1985 | Los Angeles   | Estados Unidos | Universal Amphitheater       |
| 27 de Abril de 1985 | Los Angeles   | Estados Unidos | Universal Amphitheater       |
| 28 de Abril de 1985 | Los Angeles   | Estados Unidos | Universal Amphitheater       |
| 30 de Abril de 1985 | Tempe         | Estados Unidos | ASU Activity Center          |
| 3 de Maio de 1985   | Dallas        | Estados Unidos | Dallas Convention Center     |
| 4 de Maio de 1985   | Houston       | Estados Unidos | Hofheinz Pavilion            |
| 5 de Maio de 1985   | Austin        | Estados Unidos | Frank Erwin Center           |
| 7 de Maio de 1985   | Nova Orleans  | Estados Unidos | Lakefront Arena              |
| 9 de Maio de 1985   | Tampa         | Estados Unidos | USF Sun Dome                 |
| 10 de Maio de 1985  | Orlando       | Estados Unidos | Orange County Civic Center   |
| 11 de Maio de 1985  | Miami         | Estados Unidos | Hollywood Sportatorium       |
| 14 de Maio de 1985  | Atlanta       | Estados Unidos | The Ommi                     |
| 16 de Maio de 1985  | Cleveland     | Estados Unidos | Public Hall                  |
| 17 de Maio de 1985  | Cincinnati    | Estados Unidos | Cincinnati Gardens           |
| 18 de Maio de 1985  | Chicago       | Estados Unidos | UIC Pavilion                 |
| 20 de Maio de 1985  | Chicago       | Estados Unidos | UIC Pavilion                 |
| 21 de Maio de 1985  | Saint Paul    | Estados Unidos | Civic Center                 |
| 23 de Maio de 1985  | Toronto       | Canadá         | Maple Leaf Gardens           |
| 25 de Maio de 1985  | Detroit       | Estados Unidos | Cobo Hall                    |
| 26 de Maio de 1985  | Detroit       | Estados Unidos | Cobo Hall                    |
| 28 de Maio de 1985  | Pittsburgh    | Estados Unidos | Civic Center                 |
| 29 de Maio de 1985  | Filadélfia    | Estados Unidos | The Spectrum                 |
| 30 de Maio de 1985  | Hampton       | Estados Unidos | Hampton Coliseum             |
| 1 de Junho de 1985  | Columbia      | Estados Unidos | Merriweather Post            |
| 2 de Junho de 1985  | Worcester     | Estados Unidos | The Centrum                  |
| 3 de Junho de 1985  | New Haven     | Estados Unidos | The Coliseum                 |
| 6 de Junho de 1985  | Nova Iorque   | Estados Unidos | Radio City Music Hall        |
| 7 de Junho de 1985  | Nova Iorque   | Estados Unidos | Radio City Music Hall        |
| 8 de Junho de 1985  | Nova Iorque   | Estados Unidos | Radio City Music Hall        |
| 10 de Junho de 1985 | Nova Iorque   | Estados Unidos | Madison Square Garden        |
| 11 de Junho de 1985 | Nova Iorque   | Estados Unidos | Madison Square Garden        |

## Equipe
- Madonna – vocais
- Ian Knight – cenógrafo
- Brad Jeffries – coreógrafo
- Patrick Leonard – teclados/MD
- Billy Meyers – teclados
- Jonathan P. Moffet – bateria
- Bill Lanphier – baixo / baixo synth
- James Harrah – guitarras
- Paul Pesco – guitarras
- Michael Perea – dançarino de apoio
- Lyndon B. Johnson – dançarino de apoio
- Freddy DeMann – gerenciamento pessoal, para Weisner-DeMann Entertainment
- Dave Kob – mixagem de áudio
- Maripol – figurino
- Rick Coberly - engenheiro monitor